# Radamel Falcao
Radamel Falcao García Zárate (født 10. februar 1986), til dagligt kendt som Radamel Falcao, er en colombiansk fodboldspiller der spiller for den spanske La Liga-klub Rayo Vallecano og for det colombianske landshold. I sommer år 2015 blev han udlånt til den engelske fodboldklub Chelsea.